# برايان تايلور (سياسي)
براين تايلور هو ناشط داعم للقنب الطبي وسياسي من كولومبيا البريطانية. أنشأ هو ومارك إيمري حزب الماريجوانا في كولومبيا البريطانية. كان برايان أول زعيم للحزب خلال انتخابات مجالس المحافظات لعام 2001. كما كان عمدة سابق لجراند فوركس في كولومبيا البريطانية، 1997-1999. هو الآن العمدة الحالي لجراند فوركس. أطلق عليه ذات مرة اسم «عمدة الماريجوانا». ظهر برايان في فيلم وثائقي CBC بعنوان كانابيز حول صناعة الماريجوانا الطبية. أطلق مجلة «القنب الصحي». وبنى شركة تحت اسم معهد غراند فوركس للقنب الهندي.

## روابط خارجية
- مجلة القنب الصحي - الموقع الرسمي.